# Anna Carreras i Aubets
Anna Carreras i Aubets  (Barcelona, 6 de enero de 1977) es una escritora, crítica literaria, correctora y traductora-catalana. 
Licenciada en filología catalana por la Universidad Autónoma de Barcelona, ha escrito diversos estudios sobre la literatura de los años 70-80 del siglo XX, entre los cuales destaca la edición de la obra poética completa de Viceç Altaió.
Es autora, junto con Vicenç Altaió y Jesús Galdón, del libro de aforismos El cervell i les venes (2005). En 2008 ganó el Premio Alexandre Ballester con la obra "Tot serà blanc".
Ha traducido la obra de Elena Ferrante al catalán y también a Paolo Cognetti o Carlo Collodi. 
Ha participado en diferentes antologías de cuentos.
Colabora en diferentes medios de prensa y revistas de arte, entre los cuales «El Punt Avui», «El Nacional», «Núvol» i «Bonart». 

Traduir és fer d'actor, interpretar un paper i fer-lo teu. És la llibertat de jugar amb la llengua, de torçar-la, de sotmetre-la, d'educar-la i de fer-la esclatar en tota la riquesa. La creativitat de parir una criatura nova, només teva, que s'assembla a una altra però que té una autonomia pròpia des del precís moment que adopta un nom nou.
Traducir es hacer de actor, interpretar un papel y hacerlo tuyo. Es la libertad de jugar con la lengua, de torcerla, de someterla, de educarla y de hacerla estallar en toda su riqueza. La creatividad de parir una criatura nueva, solo tuya, que se parece a otra pero que tiene una autonomía propia desde el preciso momento que adopta un nuevo nombre.
Anna Carreras i Aubets

## Obra publicada

### Narrativa
- Camisa de foc. 2008. Empúries. No traducida al castellano.
- Tot serà blanc. 2008. Lleonard Muntaner Editor. No traducida al castellano.
- Unes ales cap a on. 2011. A Contra Vent. No traducida al castellano.
- Ombres franceses. 2016. El Cep i la Nansa. Traducción: Bitter Paris. 2018. Carambuco.
- Fes-me la permanent. 2016. El Cep i la Nansa. No traducida al castellano.
- Encén el llum. 2017. LaBreu Edicions. Traducción: Un francés a medianoche. 2017. Navona.[8]

### Novela negra
- L'ull de l'escarabat. 2019. Llibres del Delicte. No traducida al castellano.[9] [10]
- Halley 2042. 2020. Llibres del Delicte. No traducida al castellano.
- Vigila amb mi. 2023. Llibres del delicte. No traducida al castellano.

## Premios
- Premio Alexandre Ballester 2008 por Tot serà blanc.